# Skyscraper Mountain
La Skyscraper Mountain est une montagne appartenant au massif montagneux de la chaine des Cascades au centre de l'État de Washington. Située au nord du mont Rainier, il s’agit d’une des montagnes les plus élevées du parc national du mont Rainier.

## Géographie
La Skyscraper Mountain (littéralement « Montagne gratte-ciel ») est une des plus hautes montagnes situées à l’intérieur du parc national du mont Rainier. Située juste au nord de l’imposant mont Rainier, elle culmine à 2 157 m d’altitude,.

### Référence
1. 1 2  Visualisation sur l'USGS.
2. ↑  (en) « Skyscraper Mountain », Peakware (consulté le 9 mars 2010)
3. ↑  (en) « Carte du parc national du Mont Rainier », NPS (consulté le 9 mars 2010)